# Marie Hedvika z Windisch-Grätze
Marie Hedvika princezna z Windisch-Grätze, provdaná von Szapáry, německy Maria Hedwig zu Windisch-Grätz (16. června 1878 zámek Štěkeň – 22. září 1918 Chur, Švýcarsko) byla česko-rakouská šlechtična z knížecího rodu Windischgrätzů. Je známa především jako babička britské princezny Marie Kristýny, manželky prince Michael z Kentu. Její manžel Bedřich ze Szapáry byl v letech 1913–1914 posledním rakousko-uherským velvyslancem v Rusku.

## Život
Marie Hedvika Anna Bertha Vilemína Kristýna Alžběta Rosita z Windisch-Grätze (německy Maria Hedwig Anna Bertha Wilhelmine Christine Elisabeth Rositta, Prinzessin zu Windisch-Grätz) se narodila na zámku ve Štěkni na Strakonicku v jižních Čechách jako nejstarší dcera knížete Alfreda III. Augusta z Windisch-Grätze a jeho manželky Gabriely z Auerspergu.
Dne 27. dubna 1908 se Marie Hedvika ve Vídni provdala za uherského hraběte a diplomata Bedřicha Szapáryho, syna generála Ladislava Szapáryho a Mariany von Grünne. Manželé měli čtyři děti:
- 1. Ladislav / László (12. července 1910 – 22. července 1998), byl sportovním střelcem a reprezentantem Rakouska na trojích olympijských hrách.
- 2. Marie Anna (2. srpna 1911 – 17. dubna 1988), ⚭ 1941 Günther von Reibnitz (8. září 1894 – 2. února 1983), rozvedli se v roce 1946, jejich dcera Marie Kristina z Kentu (* 15. ledna 1945) se sňatkem s princem Michaelem stala členkou britské královské rodiny
- 3. Gabriela (* 1913)
- 4. Vincenc (*/† 1914), zemřel krátce po narození

Marie Hedvika byla c. k. palácovou dámou a dámou Řádu hvězdového kříže. Kromě toho měla krásný hlas a hrála na klavír na koncertní úrovni. Byla talentovanou také v dalších uměleckých oborech a byla oblíbenou vypravěčkou.
Marie Hedvika Szapáryová zemřela na tuberkulózu 22. září 1918 ve švýcarském Churu. Její tři přeživší děti vychovával jejich otec Bedřich, který zemřel v roce 1935 ve Vídni.